# 一葉記念館
一葉記念館（いちようきねんかん）は、東京都台東区竜泉にある、樋口一葉の文学的業績を称える文学館。

## 概要
「たけくらべ」の舞台となった竜泉（龍泉寺町）に一葉の文学業績を残すべく、「一葉協賛会」の尽力により、台東区が事業主体となって1961年に開館した。当時、女流作家の単独資料館としては、日本では初めてであった。
そして、旧館の老朽化が進んだこともあり、2006年にリニューアルオープン。新しく建てられた建物は、地上3階・地下1階の構造である。展示部分は地上部で、1階が龍泉寺町の街並みを再現したエントランスギャラリーがある。ここに、案内板や一葉の年表などもある。他には、ライブラリー、グッズ売り場などを備えている。
2階部分に2つ、3階部分に1つの展示室があり、概ね2階は常設展示、3階でミニ企画展示などを行っている。また、記念館の隣には一葉記念公園があり、そこには「たけくらべ」の記念碑などがある。

## 沿革
1961年（昭和36年）5月11日 - 開館
2006年（平成18年）11月1日 - リニューアルオープン

## 主な展示品
- 「たけくらべ」未定稿
- 「仕入帳」
- 一葉が使っていた机
- 一葉短冊「月前柳」

## 特記事項
開館時間・休館日・料金その他の利用案内は、公式サイトを参照のこと。